# اندیس گوراور
گوراور یک اندیس فلزی است که در حوالی شهر کوه بنان استان کرمان قرار دارد و مادهٔ معدنی موجود در آن، سرب و روی است.  